# Équipe du Soudan féminine de football
Cet article traite de l'équipe féminine. Pour l'équipe masculine, voir Équipe du Soudan de football.
Maillots
Actualités
L'équipe du Soudan féminine de football est l'équipe nationale qui représente le Soudan dans les compétitions internationales de football féminin. Elle est gérée par la Fédération du Soudan de football.
La sélection n'a jamais participé à une phase finale de Coupe du monde, de Coupe d'Afrique des nations ou des Jeux olympiques.
Elle dispute la Coupe arabe féminine de football 2021 en Égypte ; son premier match le 24 août 2021 se termine sur une lourde défaite (0-10) contre l'équipe d'Égypte.